# Matti Geschonneck

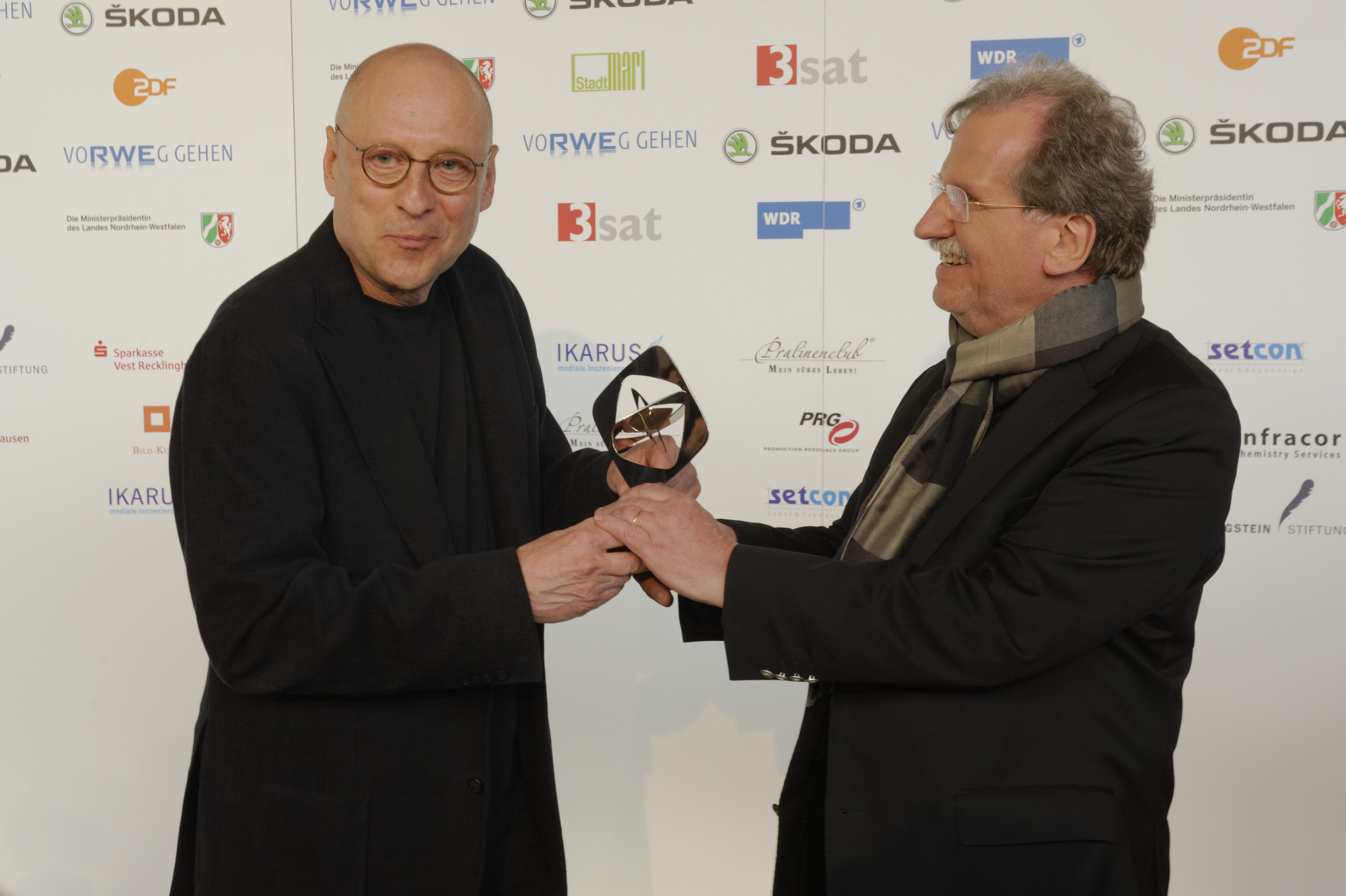
Matti Geschonneck (links) bei der Grimme-Preisverleihung 2013

Matti Geschonneck (* 8. Mai 1952 in Potsdam) ist ein deutscher Regisseur.

## Leben
Matti Geschonneck ist der Sohn des Schauspielers Erwin Geschonneck (benannt nach dessen Rolle „Matti“ in Herr Puntila und sein Knecht Matti) und Halbbruder des Forensik-Spezialisten Alexander Geschonneck. Er wuchs bei seiner Mutter, der Schauspielerin Hannelore Wüst, und seinem Stiefvater, dem Dokumentaristen Gerhard Scheumann, in Berlin auf.
Er studierte vier Jahre Regie am Staatlichen Institut für Kinematographie (WGIK) in Moskau. Er wurde vom Studium abberufen und als SED-Mitglied gestrichen, weil er sich nach Wolf Biermanns Ausbürgerung nicht von diesem distanziert hatte. Seit 1978 lebt er in der Bundesrepublik.
Er arbeitete zunächst als Regieassistent bei Thomas Langhoff, Eberhard Fechner und Diethard Klante. 1991 drehte er seinen ersten Kinospielfilm, Moebius, danach mehrere Folgen der Krimiserie Tatort mit Günter Lamprecht. 1995 kam es mit dem Film Matulla und Busch nach einem  Drehbuch von Ulrich Plenzdorf zur einzigen Zusammenarbeit mit seinem Vater Erwin Geschonneck, der mit dieser Komödie Abschied vom Film nahm.
Nach Jahren ausschließlicher Fernseharbeit entstand 2009 sein zweiter Kinospielfilm Boxhagener Platz, nach einem Roman von Torsten Schulz. Er hatte seine Welturaufführung auf der Berlinale 2010 innerhalb der Reihe Special. Ebenfalls auf der Berlinale, 2017, wurde sein Kinospielfilm In Zeiten des abnehmenden Lichts nach dem Roman von Eugen Ruge und einem Drehbuch von Wolfgang Kohlhaase welturaufgeführt.
Matti Geschonneck ist Mitglied der Europäischen Filmakademie.
Er ist mit der deutschen Schauspielerin und Regisseurin Ina Weisse verheiratet.

## Filmografie (Auswahl)
- 1974: Der nackte Mann auf dem Sportplatz (Darsteller)
- 1991: Fraktur
- 1992: Moebius
- 1993: Tatort – Berlin – beste Lage
- 1993: Tatort – Tod einer alten Frau
- 1994: Tatort – Die Sache Baryschna
- 1994: Tatort – Geschlossene Akten (Regie und Buch)
- 1994: Der gute Merbach – Will Quadflieg Special
- 1995: Tatort – Endstation (Buch)
- 1994: Der Mörder und sein Kind
- 1995: Matulla und Busch
- 1996: Polizeiruf 110 – Lauf oder Stirb
- 1996: Angst hat eine kalte Hand
- 1996: Polizeiruf 110 – Der Pferdemörder
- 1996: Angeschlagen
- 1997: Der Schrei der Liebe
- 1998: Reise in die Nacht
- 1998: Der Rosenmörder
- 1998: Tödliche Rettung
- 1999: Polizeiruf 110 – Mörderkind
- 1999: Comeback für Freddy Baker
- 2000: Ganz unten, ganz oben
- 2000: Jenseits der Liebe
- 2001: Ein mörderischer Plan
- 2001: Späte Rache
- 2002: Die Mutter
- 2002: Wer liebt, hat Recht
- 2003: Liebe Schwester
- 2004: Die Ärztin
- 2005: Mord am Meer
- 2005: Die Nachrichten
- 2006: Liebe nach dem Tod
- 2006: Silberhochzeit
- 2006: Stolberg (zwei Folgen)
- 2007: Die Tote vom Deich
- 2007: Duell in der Nacht
- 2008: Todsünde
- 2008: Zeit zu leben
- 2009: Entführt
- 2010: Hinter blinden Fenstern
- 2010: Tod in Istanbul
- 2010: Boxhagener Platz
- 2011: Der Verdacht
- 2011: Liebesjahre
- 2012: Das Ende einer Nacht
- 2012: Eine Frau verschwindet
- 2013: Tod einer Polizistin
- 2013: Totenengel – Van Leeuwens zweiter Fall
- 2014: Helen Dorn – Das dritte Mädchen
- 2014: Helen Dorn – Unter Kontrolle
- 2014: Das Zeugenhaus
- 2015: Ein großer Aufbruch
- 2015: Der verlorene Bruder
- 2016: Ein Kommissar kehrt zurück
- 2017: In Zeiten des abnehmenden Lichts
- 2017: Brandnächte
- 2018: Südstadt
- 2020: Unterleuten – Das zerrissene Dorf
- 2020: Das Verhör in der Nacht (Fernsehfilm)
- 2022: Die Wannseekonferenz (Fernsehfilm)
- 2024: Sie sagt. Er sagt. (Fernsehfilm)
- 2025: Sturm kommt auf (Fernsehfilm)

## Auszeichnungen
- 1994: Goldener Gong für Tatort Geschlossene Akten (Drehbuch mit Günter Lamprecht)
- 1996: Sonderpreis Regie beim Fernsehfilmpreis der Deutschen Akademie der Darstellenden Künste für Angst hat eine kalte Hand
- 1998: Preis Beste Regie beim 7. TV-Festival Shanghai für Reise in die Nacht
- 2003: Bayerischer Fernsehpreis für Die Mutter
- 2005: Fernsehfilmpreis der Deutschen Akademie der Darstellenden Künste für Die Nachrichten
- 2006: Deutscher Fernsehpreis – Beste Regie Fernsehfilm/Mehrteiler für Die Nachrichten und Silberhochzeit
- 2006: Bayerischer Fernsehpreis für Die Nachrichten
- 2006: Adolf-Grimme-Preis für Die Nachrichten
- 2006: Prize of Academia 21 – Association of Bulgarian University Teachers on Film Arts für Silberhochzeit
- 2007: Filmkunstpreis Filmfestival Mannheim-Heidelberg für Die Tote vom Deich
- 2008: Deutscher Fernsehkrimipreis für Duell in der Nacht
- 2010: Goldene Kamera Bester Deutscher Fernsehfilm für Entführt
- 2010: Hans Abich Preis
- 2012: Goldene Kamera Bester Deutscher Fernsehfilm für Liebesjahre
- 2012: Grimme-Preis für Liebesjahre
- 2012: Deutscher Fernsehpreis – Bester Fernsehfilm für Das Ende einer Nacht
- 2013: Goldene Kamera Bester Deutscher Fernsehfilm für Das Ende einer Nacht
- 2013: Grimme-Preis für Das Ende einer Nacht[2]
- 2013: Besondere Ehrung des Deutschen Volkshochschul-Verbandes
- 2013: Hamburger Krimipreis zu Ehren Jürgen Rolands für Das Ende einer Nacht
- 2015: Rockie Award des Banff World Media Festival für Das Zeugenhaus[3]
- 2015: Gold World Medal New York Festivals für Das Zeugenhaus
- 2015: Preis der Studentenjury Fernsehfilmfestival Baden-Baden für Ein großer Aufbruch
- 2016: Goldene Kamera Bester Deutscher Fernsehfilm für Ein großer Aufbruch
- 2019: Verdienstorden des Landes Brandenburg
- 2022: Hauptpreis des Günter-Rohrbach-Filmpreises für Die Wannseekonferenz
- 2022: Deutscher Fernsehpreis 2022 – Bester Fernsehfilm für "Die Wannseekonferenz"
- 2022: ROMY 2022 – Bester Fernsehfilm für "Die Wannseekonferenz"
- 2022: Barcelona-Sant Jordi International Film Festival 2022 – Bester Film für "Die Wannseekonferenz"
- 2022: PRIX EUROPA 2022 Best European TV Movie für "Die Wannseekonferenz"
- 2023: Grimme-Preis für "Die Wannseekonferenz"